# Conothele taiwanensis
Conothele taiwanensis är en spindelart som först beskrevs av Tso, Haupt och Zhu 2003.  Conothele taiwanensis ingår i släktet Conothele och familjen Ctenizidae.
Artens utbredningsområde är Taiwan. Inga underarter finns listade i Catalogue of Life.